# Xenophasma notodontoides
Xenophasma notodontoides är en fjärilsart som beskrevs av Paul Dognin 1905. Xenophasma notodontoides ingår i släktet Xenophasma och familjen mott. Inga underarter finns listade i Catalogue of Life.